# Jeremy Bulloch
Jeremy Bulloch (Market Harborough, 16 de fevereiro de 1945 – Londres, 17 de dezembro de 2020) foi um ator britânico, mais conhecido pelo papel do caçador de recompensas Boba Fett na trilogia original de Star Wars. Ele já apareceu em várias produções britânicas de televisão e cinema, incluindo Doctor Who e Robin of Sherwood.

## Primeiros anos
Bulloch nasceu em Market Harborough, Leicestershire, filho de McGregor Bulloch, um engenheiro aeronáutico, e Diana Meade. Era o segundo de três filhos e tinha mais três meio-irmãos de um relacionamento anterior de sua mãe. Desde os cinco anos de idade, gostava de atuar e cantar depois de um show em sua escola. Ele começou a atuar aos dez anos de idade e "apareceu em vários filmes da Disney, seriados e peças britânicas". Ele estudou na St Leonard's School, Blandford Forum, Dorset, e na Dorset House, Littlehampton, West Sussex, antes de treinar atuação na Corona Stage Academy.

## Carreira

### Primeiros trabalhos
Aos doze anos, a primeira aparição profissional de Bulloch foi em um comercial de cereais para o café da manhã. Após várias aparições não creditadas nas telas, o primeiro papel regular de Bulloch foi na série televisiva Counter-Attack! e, no mesmo ano, The Chequered Flag. Ele passou a ter um papel recorrente em Billy Bunter of Greyfriars School (1961) e um papel regular em The Newcomers (1965-1967). Aos dezessete anos, interpretou Hamlet no teatro. Em 1963, participou ao lado de Cliff Richard no filme musical Summer Holiday. Ele participou de The Devil's Agent, que também estrelou Christopher Lee, que mais tarde interpretou o Conde Dooku na Trilogia Prequela de Star Wars. Ele também apareceu em duas histórias de Doctor Who: The Space Museum (1965) e The Time Warrior (1973). Coincidentemente, Bulloch, David Prowse e John Hollis, que mais tarde estrelaram em O Império Contra-Ataca, apareceram na série Doctor Who, na fase de Jon Pertwee. De 1979 a 1981, participou regularmente do seriado Agony, no qual interpretou o personagem gay Rob Illingworth. Ele também tem papéis menores em três filmes de James Bond, interpretando duas vezes Smithers, um assistente de Q.

### Star Wars
Em uma carreira de mais de meio século, ele é mais conhecido por seu papel no figurino de Boba Fett nos filmes Star Wars: Episódio V – O Império Contra-Ataca e Star Wars: Episode VI – Return of the Jedi – apesar do "tempo mínimo de tela do personagem". Toby Hadoke comentou que "sua precisa linguagem corporal e ardente presença foram ... fundamentais para o apelo do personagem." A voz foi fornecida por Jason Wingreen originalmente e nas versões atualizadas por Temuera Morrison – para fortalecer a conexão com a trilogia prequela. Seu meio-irmão Robert Watts, que estava trabalhando como produtor associado de Império Contra-Ataca, foi incumbido de encontrar alguém que "se encaixaria no traje de Boba Fett". Então Watts ligou para Bulloch (que na época estava trabalhando em Agony) e o encorajou a ver Tiny Nicholls, o supervisor de vestuário e Bulloch experimentou a fantasia de Boba Fett, que "levou 20 minutos para vestir". Além disso, desempenha um papel menor como oficial imperial (mais tarde identificado como tenente Sheckil), que agarra Princesa Leia quando ela avisa Luke Skywalker da armadilha de Darth Vader em O Império Contra-Ataca. Bulloch inicialmente faria a cena como Fett quando atira em Skywalker em Cloud City. Mas como não havia ninguém disponível para fazer o papel, foi até o guarda-roupa e pôs o "traje do oficial imperial". Essa foi sua única aparição sem máscara nos filmes originais de Star Wars. John Morton, que interpretou o piloto rebelde Dak Ralter (durante a Batalha de Hoth), cobriu Bulloch atuando como Fett quando o personagem confronta Vader no corredor de Bespin durante a tortura de Han Solo.
Bulloch retornou como Boba Fett para o mocumentário produzido por fãs: Return of the Ewok perseguindo Wicket na Estrela da Morte. Ele filmou suas cenas para Return of the Jedi por quatro semanas. Bulloch não tinha conhecimento da morte de Fett antes das filmagens e ficou decepcionado, pois ele gostaria de fazer mais com seu personagem. Ele disse que interpretar Fett foi o papel mais desconfortável que ele desempenhou e que colocar o jetpack "foi muito pesado".
Enquanto retratava Fett, se inspirou em Pistoleiro sem nome, de Clint Eastwood. Tanto o personagem de Fett quanto Eastwood em Por um Punhado de Dólares usam capas semelhantes, embalam sua arma, prontos para atirar e se mover em câmera lenta. Em uma entrevista em 2014, Bulloch lembrou quando disse a um oficial imperial (antes de Fett deixar Cloud City em Slave I com Solo congelado em carbonita): "Put Captain Solo in the cargo hold", quando na verdade disse: "Put Captain Cargo in the Solo Hold".
Em 2004, Bulloch publicou um livro de memórias de edição limitada, Flying Solo, que é um relato bem-humorado de sua vida pessoal e profissional, intercalado com histórias do circuito de convenções. Em 2005, pela primeira vez em 22 anos, ele apareceu novamente em um filme de Star Wars, Star Wars: Episódio III – A Vingança dos Sith. Desta vez, ele retratou o capitão Jeremoch Colton levando Obi-Wan Kenobi, Bail Organa e Yoda para Coruscant em um Alderaan Cruiser (mais tarde identificado como o Coração Sundered e semelhante a primeira nave a aparecer em Star Wars).
Em uma entrevista em 2013, ele manifestou interesse em se envolver em um futuro filme de Star Wars, dizendo: "A melhor parte é que ... se eu estou usando capacete, ninguém sabe quantos anos eu tenho". No entanto, desde então, ele negou envolvimento em projetos futuros. Embora Boba Fett não tenha aparecido em Star Wars: Episode VII — The Force Awakens, muito antes do lançamento do filme, Bulloch deu a entender que um filme de antologia, que incidiria sobre as origens de Boba Fett, seria feito. Entretanto, após o fracasso comercial de Solo: A Star Wars Story, a Disney cancelou oficialmente a produção do projeto.
Ele foi destaque no documentário Elstree 1976 (2015); um filme sobre bastidores, que enfoca a vida de alguns atores e figurantes que apareceram na trilogia original de Star Wars. O documentário teve sua estreia no Festival de Cinema de Londres.

### Outros trabalhos
Bulloch participou de um anúncio televisivo britânico para apartamentos para idosos da McCarthy e Stone. Em 2004, ele teve uma participação especial em Comic Book: The Movie, de Mark Hamill, que também contou com alguns ex-colegas de Star Wars, como David Prowse e Peter Mayhew. Em 2005, ele desempenhou o papel de "Chairman Skellon" em uma produção teatral de The Trial of Davros. Em 2006, Bulloch fez a voz de Sir Logan, o Predador, na série de aventuras multimídia Night Traveler, produzida pela Lunar Moth Entertainment. Em 2008, Richard LeParmentier, conhecido por interpretar o almirante Motti em Star Wars, trabalhou em Motti Now, uma paródia de Apocalypse Now, apresentando Bulloch e outros atores de Star Wars, incluindo Kenneth Colley, Garrick Hagon e Jerome Blake. Em agosto de 2018, Bulloch anunciou em seu site que estava se aposentando.

## Vida pessoal
Bulloch teve três filhos, dez netos e morava em Londres com sua segunda esposa, Maureen. Seu meio-irmão é Robert Watts, produtor de O Império Contra-Ataca, Return of the Jedi e da franquia Indiana Jones. Watts também teve uma participação especial como tenente Watts em Return of the Jedi. Seu filho Robbie interpretou Matthew of Wickham em quatro episódios de Robin of Sherwood. O personagem é o filho de Edward of Wickham, interpretado por Bulloch. Outro filho é o tradutor Jamie Bulloch. Sua irmã Sally Bulloch era uma atriz infantil antes de se tornar gerente executiva do Athenaeum Hotel.
Ele considerou se tornar esportista, mas acabou optando por atuar. Muito antes de interpretar Fett, Bulloch treinou com David Prowse em sua academia no sul de Londres. Nas horas vagas, gosta de jogar críquete e viajar. Bulloch era fã de Star Trek desde a série original.
Desde o lançamento da trilogia Star Wars Special Edition, da trilogia prequela e de novos filmes, ele era frequentemente convidado para convenções de ficção científica em todo o mundo e foi indicado como membro honorário da organização de fãs 501st Legion em maio de 2002. Mais tarde, em novembro de 2009, se juntou ao 501st Legion como membro vestindo roupas, fazendo aparições com o grupo como Boba Fett. Desde 2000, foi um convidado frequente nos Star Wars Weekends (realizado anualmente no Disney's Hollywood Studios).

## Morte
Bulloch viveu com a doença de Parkinson por anos. Ele morreu em decorrência dela em 17 de dezembro de 2020 em um hospital de Londres. A morte foi anunciada por seus assessores, que comentaram que ele "morreu em paz, no hospital, cercado por sua família".

## Filmografia

### Cinema
| Ano  | Título                                         | Papel                    | Notas            |
| ---- | ---------------------------------------------- | ------------------------ | ---------------- |
| 1958 | A Night to Remember                            | Menino pulando na água   | Não creditado    |
| 1959 | Carry On Teacher                               | Estudante                | Não creditado    |
| 1959 | The Cat Gang                                   | Bill                     | [ 54 ]           |
| 1960 | A French Mistress                              | Baines                   | [ 10 ]           |
| 1960 | Caught in the Net                              | Bob Ketley               | [ 54 ]           |
| 1961 | Spare the Rod                                  | Angell                   | [ 54 ]           |
| 1962 | The Devil's Agent                              | Johnny Droste            | [ 10 ]           |
| 1962 | Play It Cool                                   | Joey                     | [ 10 ]           |
| 1963 | Summer Holiday                                 | Edwin                    | [ 54 ]           |
| 1965 | The Dawn Killer                                | Colin Hawkes             | [ 54 ]           |
| 1966 | The Idol                                       | Lewis                    | [ 10 ]           |
| 1969 | Las Leandras                                   | Robert Wilson            | [ 55 ]           |
| 1970 | Hoffman                                        | Tom Mitchell             | [ 54 ]           |
| 1970 | The Virgin and the Gypsy                       | Leo                      | [ 10 ]           |
| 1971 | Mary, Queen of Scots                           | Andrew                   | [ 10 ]           |
| 1973 | O Lucky Man!                                   | Jovem                    | [ 56 ]           |
| 1974 | Can You Keep It Up for a Week?                 | Gil                      | [ 54 ]           |
| 1974 | Only a Scream Away                             | Tom Manners              | [ 54 ]           |
| 1976 | Escape from the Dark                           | Ginger                   | [ 10 ]           |
| 1977 | The Spy Who Loved Me                           | HMS Ranger Crewman       | [ 57 ]           |
| 1977 | The Littlest Horse Thieves                     | Ginger                   | [ 54 ]           |
| 1978 | King Richard the Second                        | Henry Percy              | [ 54 ]           |
| 1980 | Star Wars: Episódio V – O Império Contra-Ataca | Boba Fett / Sheckil      | [ 58 ]           |
| 1981 | For Your Eyes Only                             | Smithers                 | Não creditado    |
| 1982 | Return of the Ewok                             | Boba Fett                | Documentário     |
| 1982 | The World Cup: A Captain's Tale                | Ben Tillet Whittingham   | [ 54 ]           |
| 1983 | Octopussy                                      | Smithers                 | [ 59 ]           |
| 1983 | Star Wars: Episode VI – Return of the Jedi     | Boba Fett                | [ 58 ]           |
| 1993 | Swing Kids                                     | Dono de um pequeno clube | [ 10 ]           |
| 1996 | Giving Tongue                                  | Leiloeiro                | [ 54 ]           |
| 1996 | Princess in Love                               |                          | [ 54 ]           |
| 2003 | Advanced Warriors                              | Max                      | Filme interativo |
| 2004 | Comic Book: The Movie                          | Jeremy Bulloch           | Mocumentário     |
| 2004 | Number One Longing, Number Two Regret          | Fett                     |                  |
| 2005 | Star Wars: Episódio III – A Vingança dos Sith  | Captain Colton           | Cameo            |
| 2006 | Order of the Sith: Downfall                    | Commander Marucs         | Curta            |
| 2006 | Night Traveler                                 | Sir Logan the Prowler    | Voz              |
| 2009 | Turpin                                         | Sir Guy                  | Curta            |
| 2015 | Elstree 1976                                   | Ele mesmo                | Documentário     |

### Televisão
| Ano       | Título                            | Papel                              | Notas                                           |
| --------- | --------------------------------- | ---------------------------------- | ----------------------------------------------- |
| 1960      | Counter-Attack!                   | Terry Benson                       | 7 episódios                                     |
| 1960      | The Chequered Flag                | Mike Brown                         | 6 episódios                                     |
| 1961      | The Arthur Askey Show             | Desconhecido                       | Episódio: Pilbeam the Journalist                |
| 1961      | Billy Bunter of Greyfriars School | Bob Cherry                         | 9 episódios, aparição recorrente                |
| 1965      | Doctor Who: The Space Museum      | Tor                                | 3 episódios                                     |
| 1965–1968 | The Newcomers                     | Phillip Cooper                     | 46 episódios                                    |
| 1972      | Crown Court                       | Dr Warner                          | 3 episódios                                     |
| 1972      | Pathfinders                       | Ronnie Thompson                    | 2 episódios                                     |
| 1973      | Doctor Who: The Time Warrior      | Hal                                | 4 episódios                                     |
| 1974      | Man About the House               | Derek Sutton                       | 1 episódio; S3 E7 "Three of a Kind"             |
| 1978      | The Professionals                 | Denver                             | 1 episódio; S1 E6 Where the Jungle Ends         |
| 1978      | George and Mildred                | Bill Allbright                     | 1 episódio                                      |
| 1979–1981 | Agony                             | Rob Illingworth                    | 18 episódios                                    |
| 1981      | Only When I Laugh                 | Gary                               | 1 episódio; S3 E1 A Day in the Life Of          |
| 1983–1985 | Robin of Sherwood                 | Edward of Wickham                  | 8 episódios                                     |
| 1985      | Chocky's Children                 | Landis                             | 3 episódios                                     |
| 1985      | Jenny's War                       | Schroeder                          | Telefilme                                       |
| 1987      | Boon                              | Inspector Gower                    | Episódio: Fiddler Under the Roof                |
| 1989      | After Henry                       | George                             | Episódio: Memory Games                          |
| 1989–1993 | Casualty                          | Rodney Mulligan / Peter Cunningham | 2 episódios                                     |
| 1992–1996 | The Bill                          | Dr Webster / Commander Bill Huxley | 3 episodes                                      |
| 1994      | Faith                             | David Reckitt                      | Minissérie, 4 episódios                         |
| 1995      | Dangerfield                       | Superintendent Jacklin             | Episódio: Death in Custody                      |
| 1999      | Aristocrats                       | Older George Napier                | Minissérie, 2 episódios                         |
| 2002      | Spooks                            | Roger Welks                        | Também conhecido como MI-5, série 1, episódio 3 |
| 2006–2008 | Doctors                           | Julian Marker / Victor Hendon      | 2 episódios                                     |
| 2008      | Bonekickers                       | Homem mascarado                    | Episódio: Follow the Gleam                      |
| 2009      | Law & Order: UK                   | Dickie                             | Episódio: Honour Bound                          |
| 2009      | Starhyke                          | Doctor Yul Striker                 | 6 episódios                                     |
| 2012      | Russell Howard's Good News        | Ele mesmo                          | Episódio: Mystery Guest Segment                 |